# ヘニル川
ヘニル川（ヘニルがわ、スペイン語: Río Genil）は、スペイン・アンダルシア州を流れる河川。グアダルキビール川の支流である。総延長は358km。流域面積は8,278km2。流域にある最大都市はグラナダ。
古代ローマ時代には「Singilis」として知られた。現在の名称はムーア人による「Sinyil」「Sannil」「Sinnil」に由来する。

## 流路
水源はシエラネバダ山脈であり、シエラネバダ山脈最高峰のムラセン山の北方である。グラナダ、ロハ、プエンテ・ヘニル、エシハなどを通り、パルマ・デル・リオでグアダルキビール川の本流に合流する。ヘニル川の主要な支流にはダーロ川があり、グラナダでヘニル川に合流している。

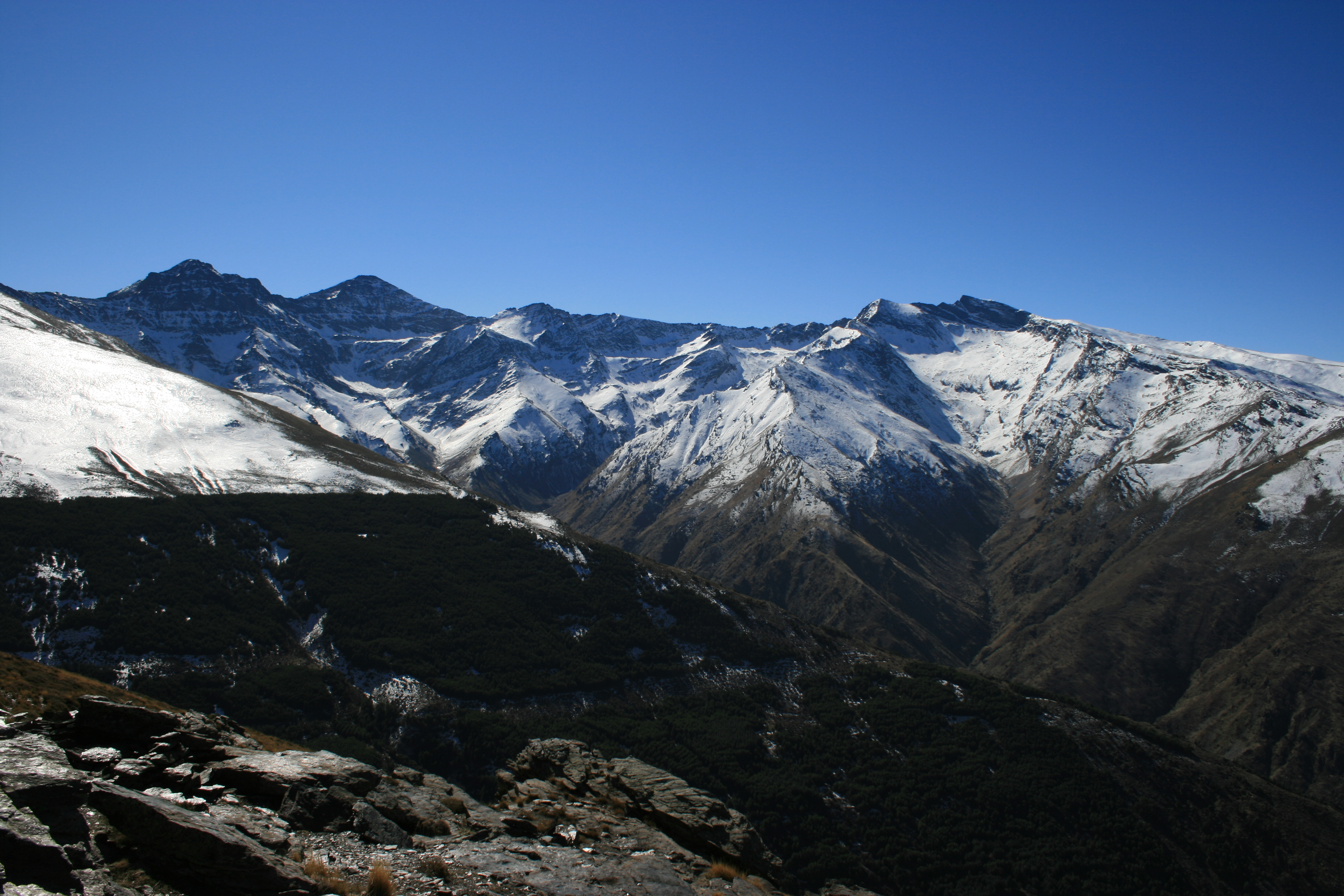
源流があるシエラネバダ山脈
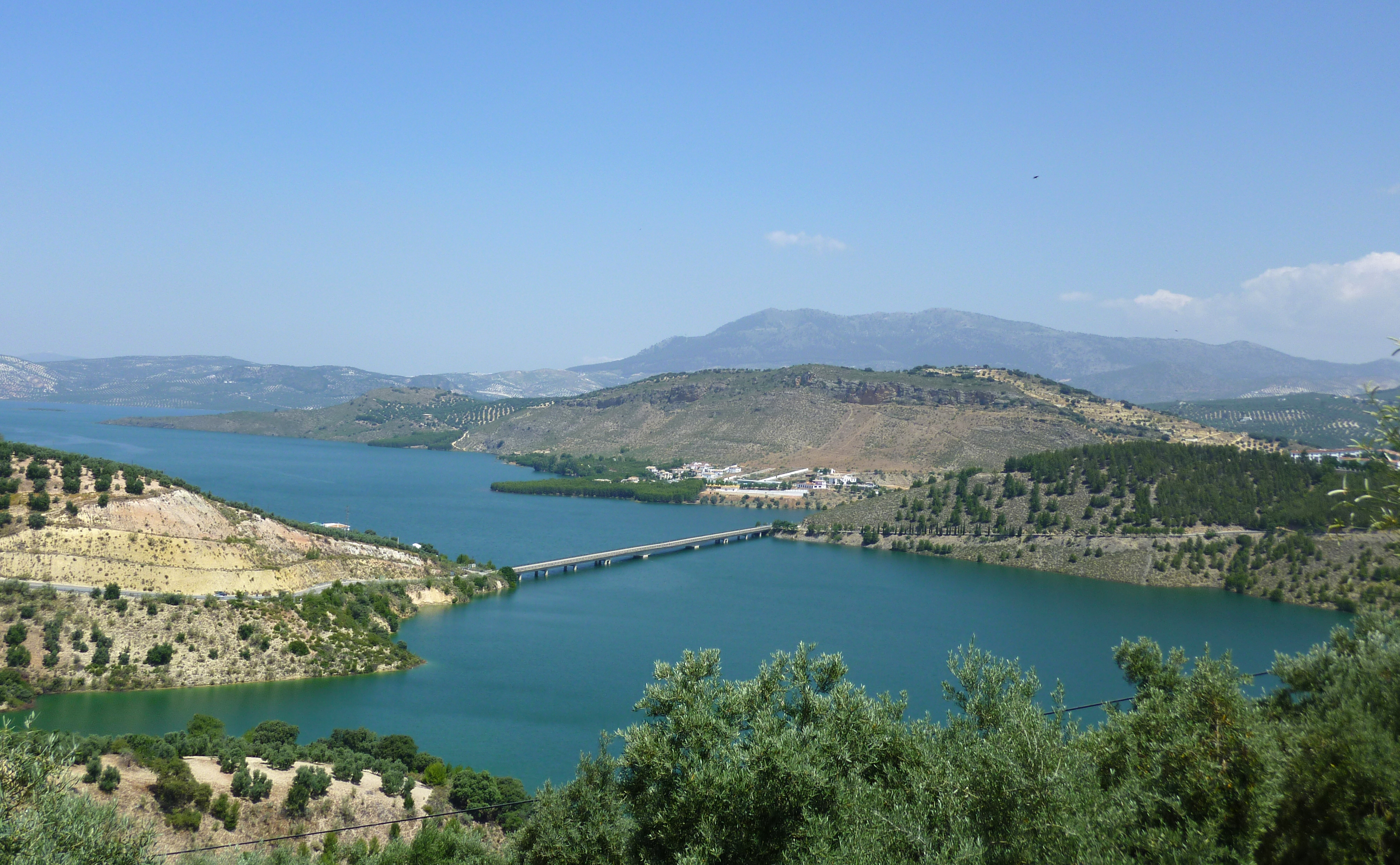
イスナハル（スペイン語版）貯水池
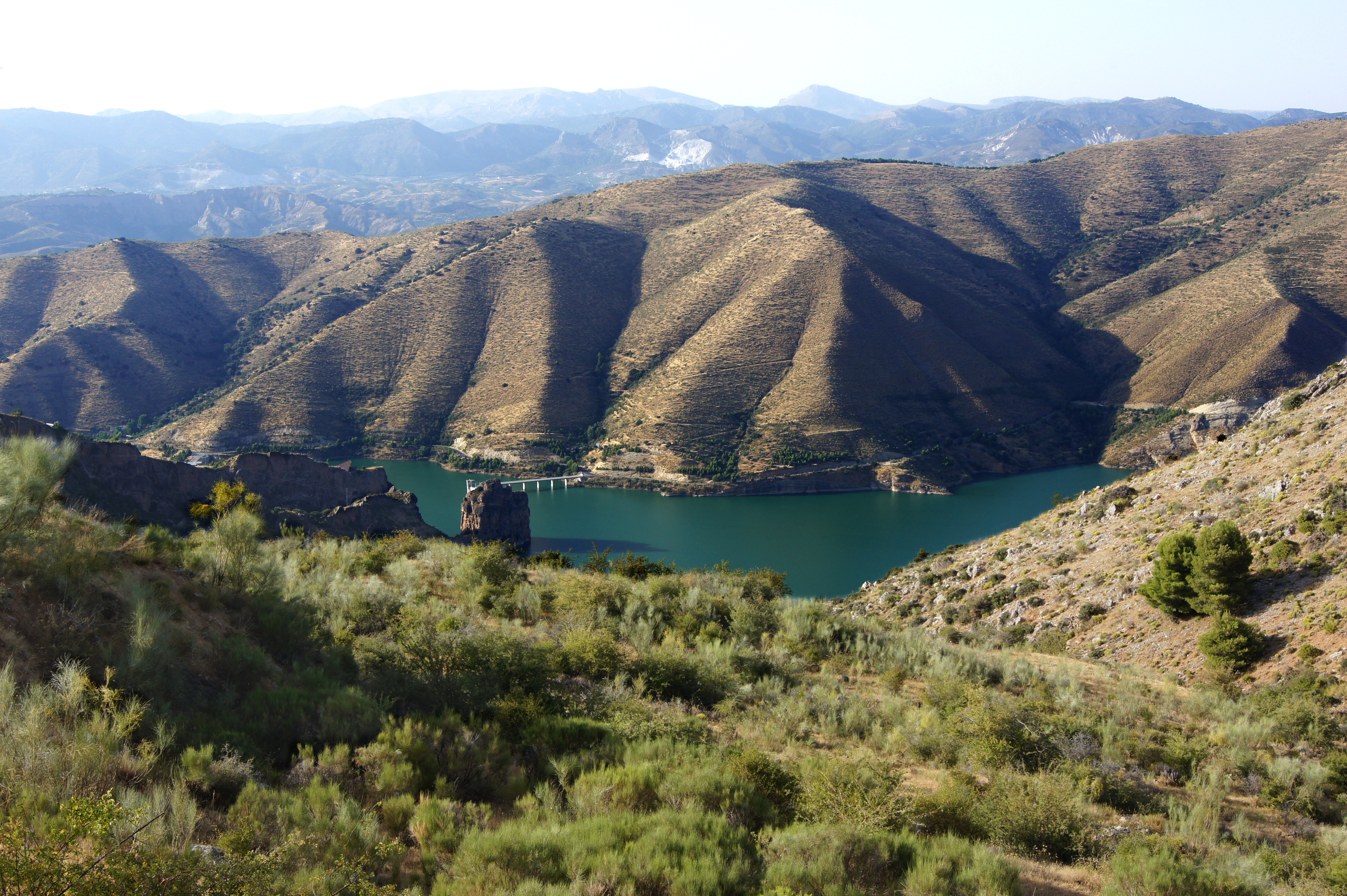
カナレス貯水池
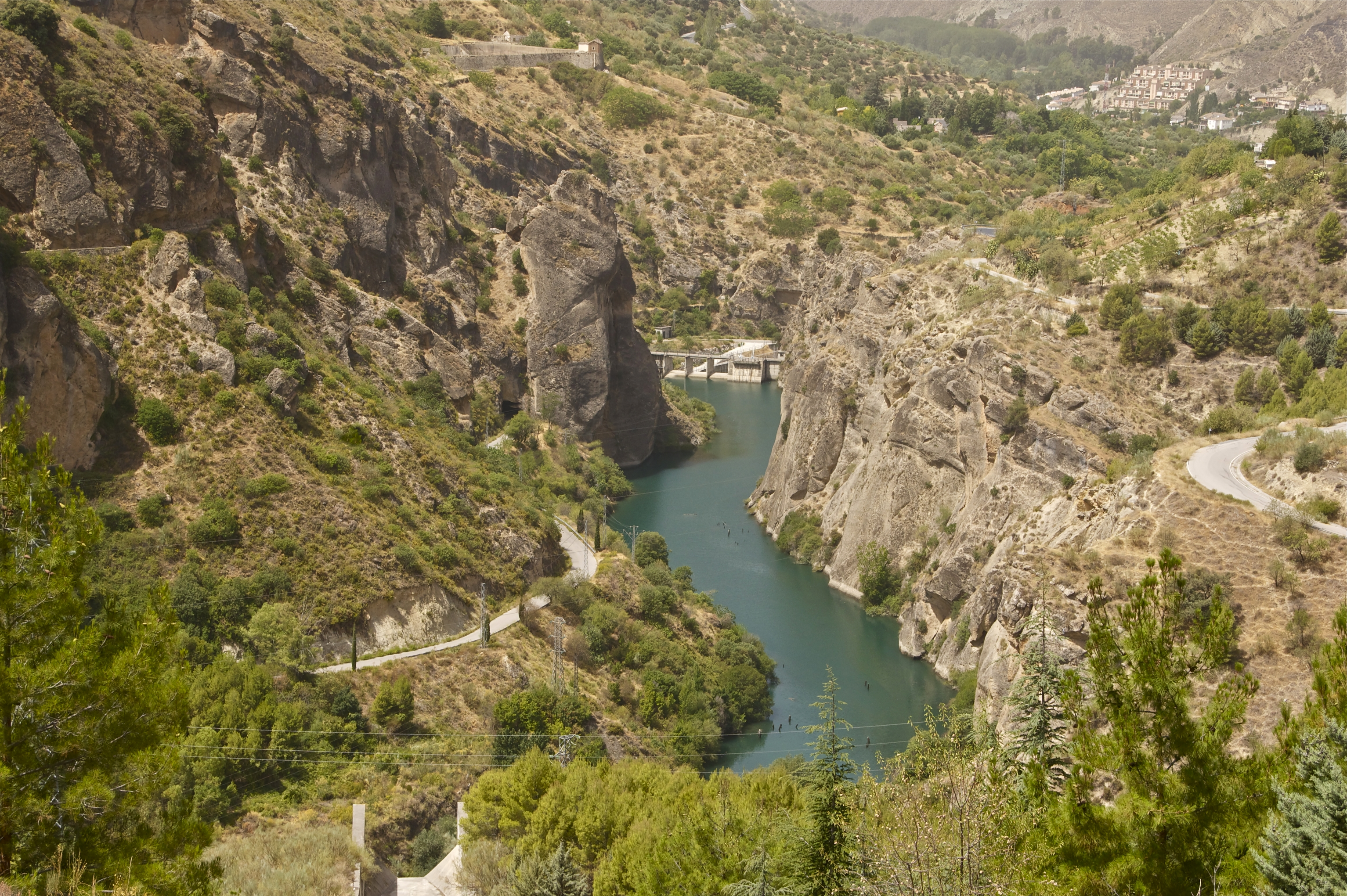
グエハル＝シエラ貯水池
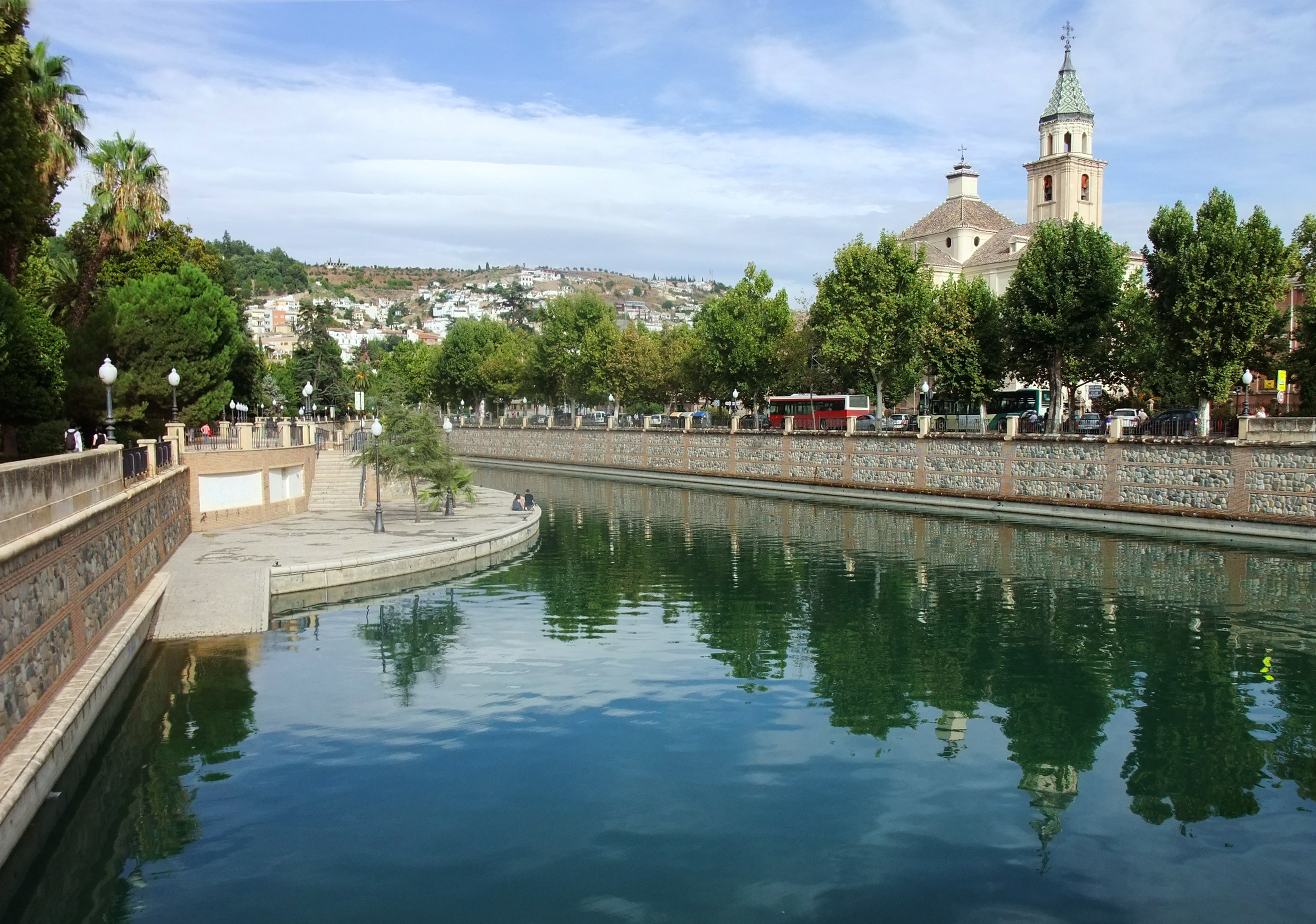
グラナダを流れるヘニル川
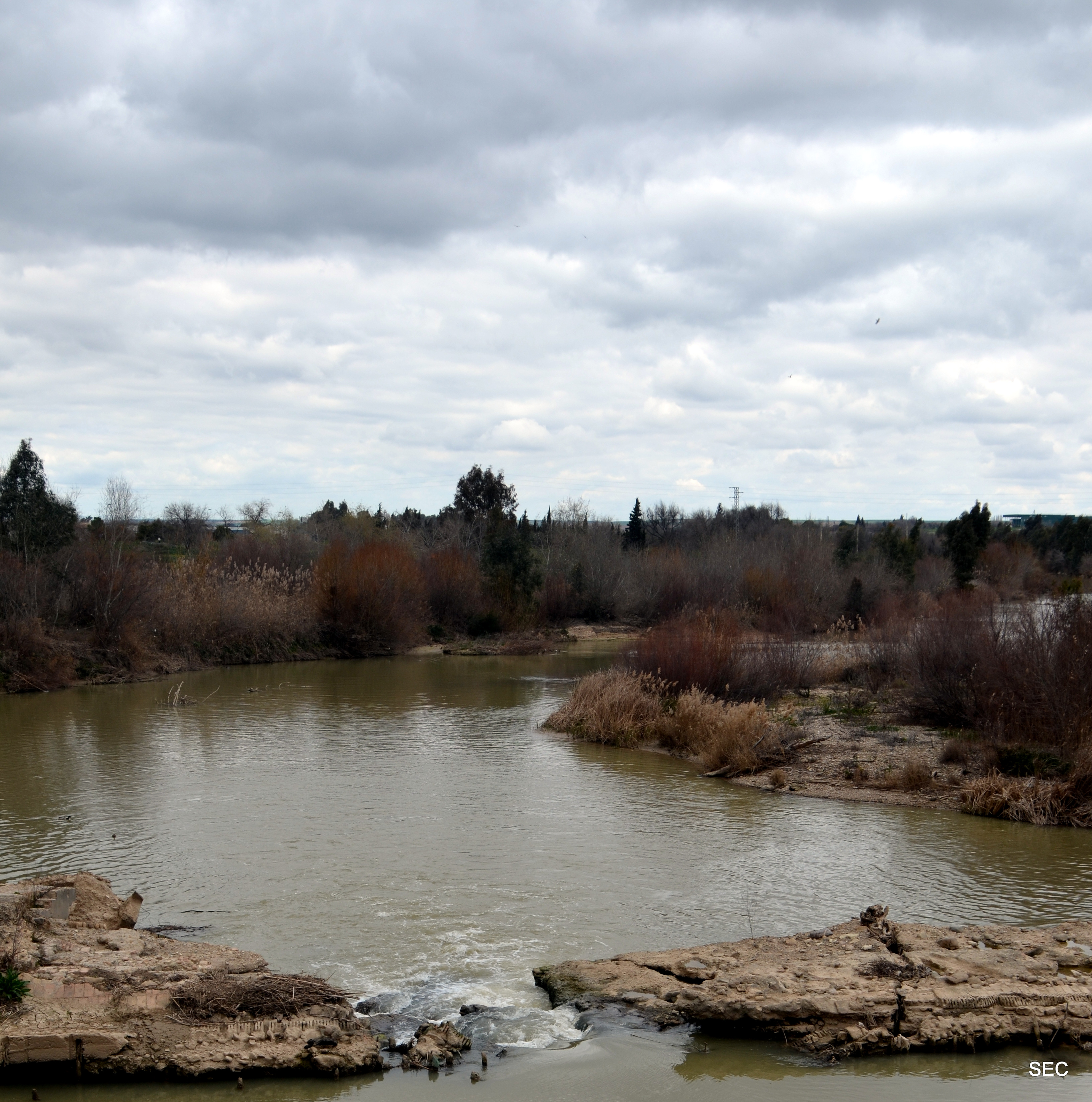
エシハを流れるヘニル川